# Тушков Городок
Тушков Городок — деревня в Можайском районе Московской области в составе сельского поселения Бородинское. Численность постоянного населения по Всероссийской переписи 2010 года — 4 человека. До 2006 года Тушков Городок входил в состав Синичинского сельского округа.
Деревня расположена в северо-западной части района, примерно в 25 км к северо-западу от Можайска, на южном берегу Можайского водохранилища, высота центра над уровнем моря 198 м. Ближайшие населённые пункты — Мышкино на противоположном берегу водохранилища и Черняки на юго-запад.

## История
Городище Тушков Городок было основано не позднее XI века славянами. Рядом с городищем расположено небольшое селище XIV века. После перехода этой территории от Смоленского к Московскому княжеству, здесь некоторое время существовал небольшой средневековый город Тушков с крепостью, посадом и городским кладбищем.
В 1389 году упоминается как волость Можайского княжества.